# Kimberly García
Gabriela Kimberly García León (Huancayo, 19 de octubre de 1993) es una atleta peruana bicampeona mundial, que se desempeña en la prueba de marcha atlética.
En diciembre del 2017, Kimberly García fue premiada por la Federación Peruana de Atletismo, como mejor atleta del 2017 debido a los logros obtenidos durante el año. Este premio se debe a que se colgó la medalla de plata en el Panamericano de marcha atlética y obtener buenos resultados también en el mundial de marcha y en el Challenger de Portugal.
Por otro lado, Kimberly fue la primera peruana en clasificar a los Juegos Olímpicos de Tokio 2020, luego de ganar la Copa Panamericana de marcha atlética desarrollada en México con una marca de 1.29.33 horas., superando la marca mínima establecida por la Federación Internacional de Atletismo, lo que la clasificó directamente a Tokio 2020.
En el 2022, obtiene la medalla de oro en 20 km de marcha en el Mundial de Atletismo celebrado en Eugene (Estados Unidos) en la categoría 20 km marcha, siendo la primera medalla de Perú en un Mundial de Atletismo.
El 23 de Julio, obtiene la medalla de oro en los 35-Km marcha (Segundo oro personal) en el  Mundial de Atletismo celebrado en Eugene (Estados Unidos). Convirtiéndose así en la única latinoamericana en ganar 2 medallas de oro en un mismo mundial de atletismo, siendo la primera bicampeona de la región, por lo que diversas fuentes la han catalogado como la «mejor atleta peruana en la historia» además de ser nominada a mejor atleta del año por World Athletics. Al año siguiente vuelve a competir en el Mundial de Atletismo, donde consigue la medalla de plata en 35 km de marcha.
García ganó la medalla de oro en la prueba de los 20 km convirtiendo al Perú en subcampeón del Mundial por Equipos de Marcha Atlética 2024 de Antalya (Turquía) el 22 de abril de 2024 logrando un tiempo de 1h27:12.
El 11 de mayo de 2024, Kimberly García, vuelve a hacer historia logrando su 7ª medalla de oro internacional en sólo 2 años en el Gran Premio de Rio Maior, certamen de la World Athletics en Santarém (Portugal).

## Biografía
Kimberly García, apodada Kimy por sus amigos y familiares, es hija de José Antonio García y Gabriela León. La familia de Kimberly ha estado ligada a la marcha atlética desde siempre, es así que un día su padre le dijo que acompañara a su prima a una competencia cuando tenía 5 años y desde ese momento no se ha podido alejar de la marcha atlética.
Kimberly, a pesar de su corta edad, tomó la decisión de practicar la marcha atlética y poco a poco entrenar a un nivel competitivo. Su primer entrenador fue el cubano Pedro Cañizares. Algunos de sus familiares y amigos, que practicaban el deporte, lo fueron dejando conforme pasaba el tiempo debido a las constantes críticas y falta de apoyo. Sin embargo, Kimberly conforme fue aumentando y mejorando su nivel de competencia, se fue consolidando más en la competencia y anhelaba asistir a Juegos Olímpicos, mundiales de marcha, etc.
Kimberly García estudiaba odontología en la Universidad Peruana Los Andes sin concluir aquella carrera, ahora estudia administración en la Universidad Continental. A lo largo de estos años, ha sabido balancear su vida académica con la deportiva, logrando obtener excelentes resultados en ambos ámbitos.
En 2017, García se unió a la agencia Inyogo Sports. Según su fundador, la agencia la fichó con el objetivo de que se proclamara campeona mundial de marcha atlética con ayuda financiera, ya que era difícil que los medios de comunicación y las empresas se interesaran en apoyar a los deportistas. Su primera aparición comercial fue en la campaña «Kia Power Team», en la que también aparecieron otros atletas de los Juegos Panamericanos 2019.
Desde 2021, Andrés Chocho se encarga de los entrenamientos de la atleta peruana.
Los logros que consiguió Kimberly García en las competiciones deportivas le permitieron difundir ampliamente su imagen pública. De hecho, el diario Correo la calificó como «una de las atletas con altas posibilidades de ganar una nueva medalla [olímpica]» para el país después de más de 20 años. En 2024, las artistas Estefanía «Fefa» Cox y Laura Cuadros retrataron su rostro para promocionar su imagen en París.

## Trayectoria
En el 2022 obtuvo la medalla de bronce en la prueba de los 20 km en el Mundial femenino de Marcha Atlética desarrollado en Omán.
En 2023 ganó la medalla de oro en marcha femenina de 35 kilómetros de Dudinska Race Walk Tour, realizado en Eslovaquia, en que obtuvo récord mundial.
En 2024 alcanzó el mayor logro de la historia del atletismo en Perú al quedar en cuarto lugar en los Juegos Olímpicos en la modalidad de marcha atlética junto a su compañero César Rodríguez.

## Palmarés

### Nacionales
| Puesto | Campeonato                                  | Año  |
| ------ | ------------------------------------------- | ---- |
| 1.°    | Copa Nacional                               | 2010 |
| 1.°    | Nacional Marcha en Ruta                     | 2017 |
| 1.°    | Nacional Marcha en Ruta                     | 2018 |
| 1.°    | Copa Nacional Mayores                       | 2018 |
| 1.°    | Campeonato Nacional de Marcha en ruta 20 km | 2021 |

### Internacionales
| Puesto | Campeonato                                                          | Sede        | Año  |
| ------ | ------------------------------------------------------------------- | ----------- | ---- |
| 1.°    | Copa Panamericana Marcha                                            | Guatemala   | 2013 |
| 1.°    | Juegos Bolivarianos                                                 | Trujillo    | 2013 |
| 1.°    | Sudamericano                                                        | Chile       | 2014 |
| 1.°    | Copa Panamericana                                                   | Chile       | 2015 |
| 1.°    | Juegos Panamericanos                                                | Toronto     | 2015 |
| 14.°   | Juegos Olímpicos Río 2016                                           | Río         | 2016 |
| 1.°    | Sudamericano                                                        |             | 2016 |
| 1.°    | Challenge Marcha en Ruta                                            | Portugal    | 2017 |
| 1.°    | Copa Panamericana Marcha                                            | Lima        | 2017 |
| 1.°    | Challenge de Nuevo León                                             | México      | 2017 |
| 1.°    | Mundial de atletismo                                                | Londres     | 2017 |
| 1.°    | Campeonato Mundial                                                  | China       | 2017 |
| 1.°    | Juegos Bolivarianos                                                 | Santa Marta | 2017 |
| 1.°    | Sudamericano de marcha                                              | Sucúa       | 2018 |
| 1.°    | Mundial Marcha Atlética                                             | China       | 2018 |
| 1°     | Juegos Suramericanos                                                | Cochabamba  | 2018 |
| 1.°    | Campeonato Iberoamericano de Atletismo                              | Trujillo    | 2018 |
| 1.°    | Copa Panamericana de marcha                                         | México      | 2019 |
| 1.°    | Juegos Panamericanos                                                | Lima        | 2019 |
| 15.°   | Juegos Olímpicos Tokio 2020                                         | Tokio       | 2021 |
| 1.°    | Gran Prix Sudamericano de Marcha                                    | Lima        | 2021 |
| 1.°    | Sudamericano de Marcha Atlética 20 km por equipo                    | Lima        | 2022 |
| 2.°    | Sudamericano de Marcha Atlética 20 km individual                    | Lima        | 2022 |
| 3.°    | Campeonato Mundial de Marcha Atlética                               | Omán        | 2022 |
| 2.°    | 41° edición de la Dudinska 50                                       | Eslovaquia  | 2022 |
| 1.°    | Mundial de Atletismo - Marcha 20 km                                 | Eugene      | 2022 |
| 1.°    | Mundial de Atletismo - Marcha 35km                                  | Eugene      | 2022 |
| 1.°    | Marcha de Dudinska, Eslovaquia - Marcha 35km                        | Dudinka     | 2023 |
| 2.°    | Mundial de Atletismo - Marcha 35km                                  | Budapest    | 2023 |
| 1.°    | Juegos panamericanos                                                | Santiago    | 2023 |
| 1.°    | Marcha atlética 20Km de Poděbrady                                   | Poděbrady   | 2024 |
| 1.°    | Mundial por Equipos de Marcha Marcha Atlética de Antalya (Turquía). | Antalya     | 2024 |
| 1.°    | Gran Premio de Rio Maior Marcha Atlética 20Kms. Portugal            | Santarem    | 2024 |

## Reconocimientos
- Laureles deportivos (2022)[16]
- Primer Podio Peruano en un Mundial de Marcha (Oman 2022)
- Récord Nacional y Sudamericano en Marcha Atlética 35km (2022)
- Impuso la tercera mejor marca a nivel mundial del 2021 en los 10000m
- Clasificación a Los Juegos Olímpicos Tokio 2020
- Clasificación a los Juegos Panamericanos Lima 2019
- Top 2 Marcha Atlética 10 km en el Ranking Mundial IAAF (2018)
- Récord Nacional en Marcha Atlética 10 km (2018)
- Récord Nacional en Marcha atlética 20 km (2018)
- Récord Nacional en Marcha Atlética 10 km (2017)
- Récord Nacional en Campeonato Mundial de Marcha Atlética- Roma 2016
- Clasificación a los Juegos Olímpicos Río 2016[17]
- Clasificación a los Juegos Panamericanos Toronto 2015
- Récord Mundial en Marcha Atlética 35km (2023)